# Бог простить
«Бог Простить» (англ. God Will Forgive)  — український короткометражний фільм-драма, відзнятий режисером Оганнесом Хачатряном.

## Опис

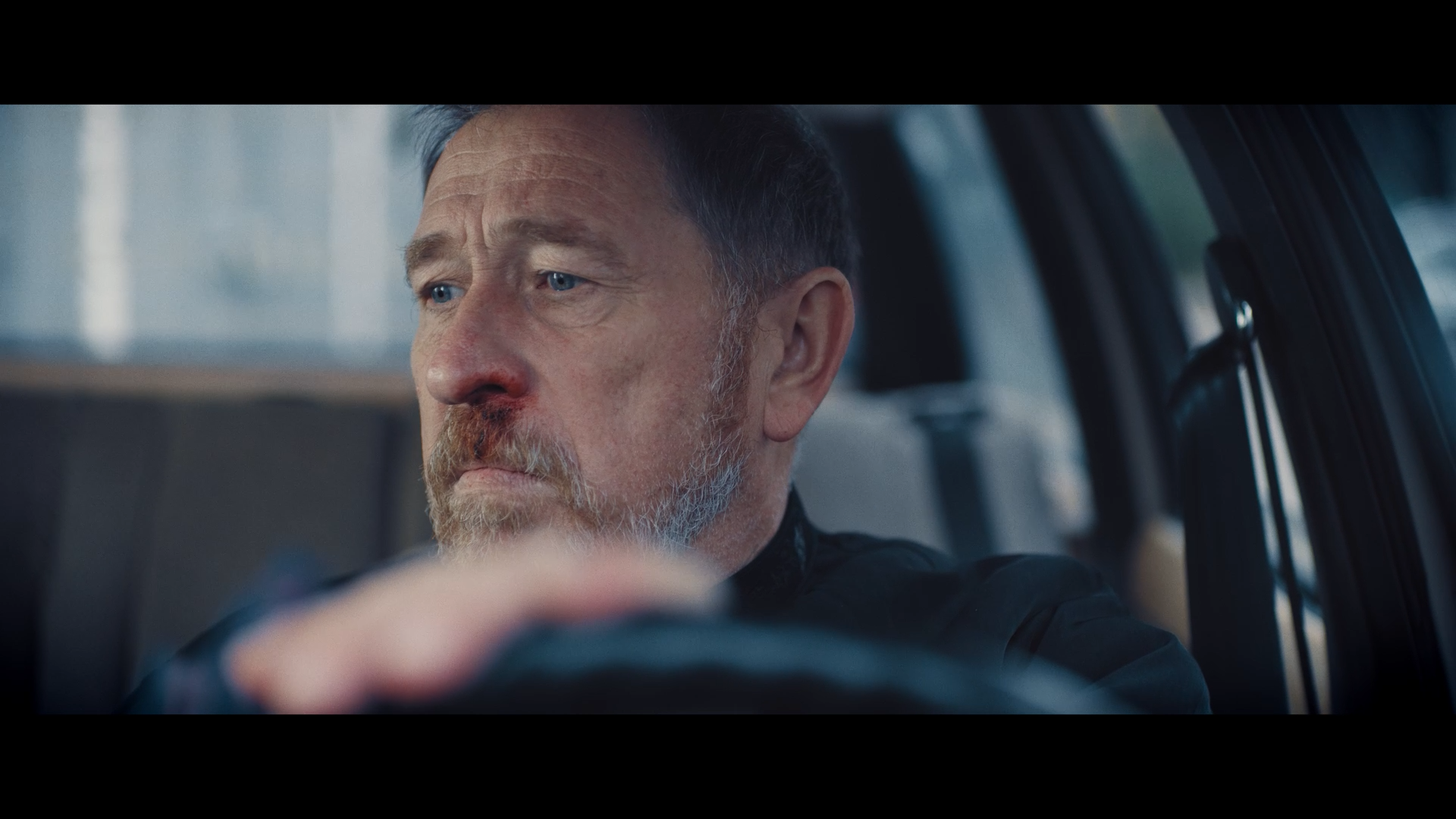
Віктор Жданов — Капелан Кадр з фільму.

Державне агентство України з питань кіно надає такий опис фільму: «Український священик капелан, намагаючись вибратися із сірої зони, натрапляє на розстріляний конвой сепарів, де стикається зі смертельно пораненим найманцем і стає перед вибором — допомогти чи продовжити тікати, але раптом ненароком наступає на протипіхотну міну.»
9 липня 2020 року Короткометражний фільм «Бог простить» серед переможців 13-го пітчингу ДержКіно України й отримав фінансування за результатами голосування Державної ради з підтримки кінематографії, також фільм увійшов у добірку з 6 найцікавіших проєктів ігрових короткометражних дебютів Тринадцятого пітчингу ДержКіно України.
8 листопада 2020 року в Арт-центрі Одеської кіностудії відбулася церемонія нагородження конкурсантів короткометражних проєктів "Короткі зустрічі" імені Кіри Муратової де сценарій фільму "Бог простить" посів друге місце отримавши фінансування кінопроєкту.
Головну роль у фільмі зіграв Віктор Жданов, котрий також знімався у фільмах «Кіборги», «Екс», «Вулкан», «Захар Беркут» та інших українських фільмах і серіалах.
Фільм знімався кінокомпанією TUARON за сприяння Національної гвардії України, яка надала техніку та особовий склад. Продюсери — Міла Андріяш, Ольга Клименко та Anton Sova.

## У ролях
- Віктор Жданов — Капелан
- Сергій Шадрін (1980—2021)[9] — Сепар
- Тамара Морозова — Мати
- Данило Брага — Син

## Виробництво
- Скільки тривав пошук фінансування — 1 рік
- Скільки тривала підготовка — 1,5 місяці
- Скільки днів тривали зйомки фільму — 4 дні
- Скільки тривав монтаж — 1 місяць

## Нагороди
- 2021 18-й Київський Міжнародний фестиваль Кінолітопис — Найкраща операторська робота у короткометражному фільмі. Оператор-постановник Артем Козирєв[10].
- 2023 26-й український кінофестиваль для дітей та юнацтва “Golden Huhn”— Кращий ігровий короткометражний фільм[8][11].
- 2023 Ukrainian Dream Film Festival — Кращий короткометражний фільм[12] .
- 2023 Direct Monthly Online Film Festiva — Найкращий український режисер. Режисер: Ованес Хачатрян[13][14].